# Période paléo-assyrienne
Pour un article plus général, voir Assyrie.
Sauf précision contraire, les dates de cet article sont sous-entendues « avant l'ère commune » (AEC), c'est-à-dire « avant Jésus-Christ ».
La période paléo-assyrienne, ou période assyrienne ancienne, est la première phase de l'histoire de la cité d'Assur et de l'Assyrie, qui est alors limitée à l'arrière-pays de sa cité éponyme et n'est pas un État territorial contrairement aux périodes suivantes.
Assur est alors une cité-État sans importance politique notable, dirigée par des rois associés à une oligarchie urbaine, exerçant le pouvoir de façon complémentaire. Les élites urbaines comprennent notamment une communauté marchande très active (on a pu comparer la cité à une « république marchande »), qui anime un commerce à longue distance très lucratif s'appuyant sur un réseau de comptoirs, dont les plus importants sont situés en Anatolie, autour de la cité de Kanesh (ou Kanish, l'actuel site de Kültepe), qui a livré des milliers de tablettes cunéiformes documentant le commerce entre celle-ci et Assur. Ce commerce reste actif jusqu'au début du XVIIIe siècle av. J.-C., après quoi il se rétracte.
Assur est passée sous la domination de rois étrangers à partir de sa conquête par Samsi-Addu d'Ekallatum (Shamshi-Adad Ier pour les Assyriens) qui l'intègre dans son vaste royaume de Haute-Mésopotamie. Elle retrouve son indépendance vers la fin du XVIIIe siècle av. J.-C. et reste dans les décennies suivantes une cité peu importante politiquement, subissant peut-être au XVe siècle av. J.-C. la domination du royaume du Mittani, avant de connaître une ascension politique qui conduit à l'émergence du royaume médio-assyrien au milieu du XIVe siècle av. J.-C.

## Assur, une cité-État indépendante et prospère
Durant la période paléo-assyrienne, entre 2000 et 1800 av. J.-C., Assur est une cité-État qui ne domine pas un territoire étendu, à l'image de la myriade de micro-États qui caractérise la Haute Mésopotamie de la première moitié du IIe millénaire av. J.-C.. Elle doit sa prospérité à sa situation avantageuse sur les routes reliant l'Anatolie, la Syrie, l'Iran et la Basse Mésopotamie. Peu de sources de cette période ont été mises au jour lors des fouilles du site : les niveaux archéologiques des monuments principaux, le vieux palais et les temples d'Assur et d'Ishtar, sont recouverts par ceux des périodes postérieures, et leur plan pour la période paléo-assyrienne est difficile à restituer ; quelques tombes de l'époque, probablement de marchands, ont livré des parures et de la vaisselle de qualité ; peu de tablettes ont été retrouvées sur le site pour cette période, et quelques inscriptions royales.

### Les rois paléo-assyriens et la chronologie de la période
La cité d'Assur est une monarchie, même si son organisation symbolique est particulière : en effet son roi porte le titre de « vicaire » (iššiakku en assyrien ; ensí en idéogrammes sumériens) du dieu Assur, qui est considéré comme le « roi » (šarrum) à proprement parler. Le roi « terrestre » est encore parfois appelé « chef » (waklum, dans les tablettes de Kültepe qu'il a écrites) ou « grand » (rubā'um). Les souverains se succédant sur le trône d'Assur pour cette période sont connus par des inscriptions royales, ainsi que des textes comprenant une liste royale assyrienne, composés postérieurement. Plusieurs des souverains mentionnés dans celle-ci ne sont connus que par ce biais-là, ce qui rend donc leur activité mal connue, et pour ceux qui ont laissé des inscriptions, elles sont souvent trop limitées pour bien témoigner de leurs accomplissements, et pour a fortiori permettre de reconstruire une « histoire politique » de la période. Les inscriptions royales consistent en effet en des textes commémoratifs, rapportant la construction ou la reconstruction de monuments (surtout des temples), des dédicaces figurant sur des objets votifs, ainsi que des inscriptions brèves mentionnant la destination d'un objet. Il n'y a pas d'inscription relative à des faits militaires pour cette période.
La chronologie de la période peut être reconstituée à partir des différentes versions de la Liste royale assyrienne, complétées par deux listes d'éponymes mises au jour à Kültepe (qui donnent une chronologie année par année, voir ci-dessous). Les inscriptions royales permettent de donner plus de précisions sur certains de ces souverains. Ceux qui occupaient le trône d'Assur au tournant du IIe millénaire av. J.-C., donc au sortir de la domination d'Ur III restent des figures évasives : Sulili et son père Aminum sont peut-être évoqués dans des impressions de sceaux retrouvées à Kültepe, Kikkiya est évoqué dans une inscription de fondation postérieure, ses successeurs présumés Akia et Puzur-Assur Ier ne sont connus que par la liste royale, tandis que Shalim-ahum a laissé une inscription commémorant la (re)construction du temple d'Assur et Ilu-shuma des inscriptions commémorant son activité dans le temple d'Ishtar. Erishum Ier, qui a régné environ 40 ans (v. 1974-1935), est mieux connu car il a laissé plusieurs inscriptions et que son règne couvre une partie de la période de documentation des archives de Kanesh (niveau II du karūm) ; il est du reste possible que ce soit à cette période que le comptoir se soit développé, mais des indices plaident en faveur d'un premier développement dès le règne précédent, celui d'Ilu-shuma. Selon les inscriptions laissées Erishum, il a reconstruit les fortifications de la ville érigées par son père, et entrepris divers travaux dans le temple d'Assur ; il a également prononcé un édit d'andurārum, promulguant la liberté de circulation sans taxation des métaux, de l'orge et de la laine pour les habitations d'Assur, ce qui peut être vu comme une mesure prise pour stimuler le commerce.
Ikunum (v. 1934-1921), fils d'Erishum, et son fils et successeur Sargon Ier (v. 1920-1881) ont laissé des inscriptions commémorant leurs travaux dans des temples et sur les murailles d'Assur. Des tablettes de Kültepe indiquent également qu'ils interviennent dans le commerce avec l'Anatolie pour conduire leurs propres affaires. Les souverains suivants, Puzur-Assur II (v. 1880-1873) et Narâm-Sîn (v. 1872-1829/19) n'ont pas laissé d'inscriptions, et même s'ils apparaissent dans des tablettes de Kültepe, ils demeurent des figures très obscures. Ces règnes correspondent à l'apogée du commerce avec l'Anatolie, durant lequel est en place le réseau de comptoirs fonctionnant autour de Kanesh.
La première période des archives de Kültepe s'achève lors d'une destruction du site, contemporaine de la dernière partie du règne de Narâm-Sîn (vers 1837), et manifestement liée à des conflits entre royaumes anatoliens. Le commerce semble alors s'être interrompu quelques années, peut-être moins que ce qui a été estimé : on pensait que l'intervalle entre la destruction et la reconstruction du site avait pu durer une trentaine d'années, mais des trouvailles récentes de textes semblent plaider en faveur d'un intermède de quelques années. Les listes royales indiquent qu'un souverain nommé Erishum II (v. 1819-1808) occupe le trône d'Assur dans les années qui suivent, mais il n'a pas laissé d'inscriptions. Il n'y a donc pas de documentation sur cette période. Quand la situation de la cité s'éclaircit au tout début du XIXe siècle av. J.-C., elle est passée sous la coupe de Samsi-Addu, roi originaire d'Ekallatum.

### Institutions et société
Les archives de Kültepe fournissent des informations sur le fonctionnement politique de la cité-État d'Assur au XIXe siècle av. J.-C. Le roi d'Assur n'est pas alors un souverain aux attributions larges comme cela est courant à cette période. C'est plutôt une sorte de primus inter pares partageant son pouvoir avec les institutions urbaines, la « Ville » (ālum) qui exerce les plus importantes prérogatives juridiques. Le « Bâtiment de la Ville », ou « Hôtel de Ville » (bēt alim) est l'institution par lequel elle exprime son pouvoir. Elle siège en assemblée (puḫrum), apparemment devant une des portes du sanctuaire d'Assur, mušlālum, liée à l'exercice de la justice. L'assemblée est au moins constituée d'Anciens, comme cela est courant dans les institutions communales de l'époque. À sa tête se trouve un personnage portant le titre de līmum désigné par tirage au sort pour la durée d'un an, qui dirigeait son propre bureau administratif, le bēt līmim (« Maison du līmum »), aidé d'inspecteurs (bērū) ; son titre est traduit par « éponyme », car il donne son nom à l'année de sa magistrature (système employé notamment pour dater les textes juridiques), les listes d'éponymes qui ont été retrouvées servant donc de base pour la chronologie de la période. Son bureau était en particulier chargé du recouvrement des prélèvements dus à la Ville, mais avait aussi une activité de prêteur, et peut-être le monopole du commerce de certains produits (lapis-lazuli, fer). Dans les archives de Kültepe, la Ville apparaît en tant qu'autorité juridique supérieure, ayant autorité sur les assemblées des comptoirs, produisant des ordres et instructions, et pouvant également leur demander une contributions financière, pour la reconstruction des murailles d'Assur. Elle dispose pour cela de représentants officiels se rendant en Anatolie, les « messagers de la Ville » (šiprum ša ālim). Ce sont également eux qui sont chargés des relations diplomatiques avec les souverains anatoliens au nom de la Ville, notamment pour la conclusion d'accords diplomatiques. De leur côté, les comptoirs dépêchent des porte-parole pour défendre leurs intérêts à Assur, appelés nībum.
La société d'Assur est divisée entre les hommes libres (awīlum ; aussi les « fils d'Assur », DUMU Aššur) et les esclaves (wardum pour les hommes, amtum pour les femmes). Les archives de Kanesh documentent essentiellement les activités des élites qui sont impliquées dans le commerce : le roi et sa famille, des hauts dignitaires (les éponymes par exemple), des prêtres. Certains marchands s'étaient considérablement enrichis par le commerce, et avaient une place élevée dans la société, notamment ceux qui parvinrent à la fonction d'éponyme. Le rôle des femmes libres ressort dans la correspondance des marchands de Kanesh, les épouses restées à Assur correspondant avec leur mari en poste en Anatolie. On voit qu'elles ont non seulement un rôle domestique, gérant la maisonnée en l'absence du chef de famille, mais aussi économique puisqu'elles tissent des étoffes qui sont expédiées en Anatolie pour y être vendues. Du point de vue juridique, elles peuvent signer contrats, ou encore demander le divorce. Certaines marient même leur fille sans l'accord du mari. Les contrats de mariage prévoient la séparation des capitaux, certes femmes pouvant gérer leurs biens et devenir de véritables femmes d'affaires. Par contre, elles ne participent pas à la vie politique de la cité qui est gérée par un roi et une assemblée masculine.

### Vie familiale
La famille est construite autour d'un ménage généralement monogame. Le mariage donnait dans de rares cas lieu à un contrat écrit, qui permet d'en savoir plus sur les pratiques matrimoniales de l'époque. Il est formé par un accord entre les parents de la mariée et le promis ou ses parents, suivant la terminologie de l'époque c'est l'homme qui « prend » (aḫāzum) femme. Il est de coutume d'échanger des présents lors du mariage, et apparemment ne pas le faire peut conduire à la nullité du mariage. La dot de l'épouse est fournie par sa famille, et reste sa possession, qu'elle transmet à ses enfants. L'époux offre un « prix de la mariée » à ses beaux-parents, puis il met un voile sur la tête de sa femme, signe de la conclusion de l'union (ce qui ne signifie pas qu'elle le porte en permanence par la suite). Si l'union s'avère stérile, l'homme peut prendre une esclave pour lui faire des enfants, mais son épouse conserve sa position. Les riches marchands assyriens séjournant longuement en Anatolie prenaient parfois une épouse pour cette région, alors qu'ils en ont une autre à Assur ; dans tous les cas le distinguo est fait entre l'épouse principale (aššatum) et l'épouse secondaire (amtum) et elles doivent résider chacune séparément, le mari devant assurer aux deux des conditions de vie décente, ce qui implique que cette pratique soit surtout le fait de nantis (voir plus bas).
Le divorce est envisagé dans certains contrats de mariage. Il peut être initié par l'époux comme par l'épouse (ce second point étant inhabituel en Mésopotamie antique), et doit conduire à une lourde compensation (5 mines d'argent, donc environ 2,5 kg). Le mari peut répudier son épouse sans compensation s'il prouve qu'elle s'est mal comportée. Les divorces semblent surtout se conclure par un accord à l'amiable, devant témoins. Les unions entre Assyriens et Anatoliennes se concluent par des divorces quand le premier rentre dans son pays définitivement ; dans ce cas il doit payer une compensation, et peut prendre les enfants du couple avec lui s'il le souhaite, ou bien les laisser en Anatolie en donnant de quoi assurer leur subsistance.
D'après ce qui peut être déduit des textes, les couples assyriens ayant une longévité suffisante peuvent avoir entre 3 et 6 enfants atteignant l'âge adulte. Dans certains cas, des enfants sont adoptés, notamment des esclaves. Si l'époux meurt en premier, les enfants doivent s'occuper de leur mère ; dans certains cas il était prévu par testament qu'elle reçoive un héritage de son époux, qui ensuite revient à leurs enfants. Dans les familles les plus pauvres n'arrivant pas à subvenir, les enfants pouvaient être mis en gage ou vendus en esclavage pour dettes. La correspondance des marchands assyriens témoigne à plusieurs reprises de l'attention portée à l'éducation des enfants par les mères restées à Assur les élevant, et les pères en déplacement prenant des nouvelles d'eux. Des nourrices pouvaient être embauchées pour prendre soin des enfants en bas âge. Dans le cas où la mère mourrait jeune, les enfants sont pris en charge par leur famille paternelle. Le fils aîné a pour rôle d'assurer la poursuite de l'affaire économique familiale, aussi dans les familles marchandes il part tôt en apprentissage avec son père le long des routes commerciales, souvent rejoint par ses cadets par la suite ; en tant que chef de famille, il doit aussi prendre en charge le culte ancestral à la mort de son père. Les filles restent auprès de leur mère, l'assistent dans les tâches ménagères et textiles. Le père décide ensuite de marier ses enfants. Certaines filles, notamment les aînées, étaient consacrées à une divinité (gubabtum) ; elle ne peut alors plus se marier, mais peuvent conduire des activités économiques de façon indépendante, et restent souvent impliquées dans les affaires familiales.
Les enfants, en premier lieu l'aîné, doivent prendre soin de leurs parents âgés, et il est courant qu'un marchand actif en Anatolie revienne vivre à Assur pour s'occuper de ses parents. À leur mort, leurs funérailles sont prises en charge par leur famille. Ils sont inhumés à l'issue d'une cérémonie (bikītum). Les tombes de riches marchands de la période mises au jour à Assur disposent d'un riche matériel funéraire : vaisselle et armes en bronze, bijoux en or et pierres précieuses, figurines, etc. Les ancêtres défunts reçoivent des offrandes et des prières de la part de leurs descendants vivants. Le lien est souvent maintenu par l'inhumation des morts sous la maison familiale, qui est de ce fait rarement vendue par le chef de famille, qui a la charge de conduire le culte ancestral. En pratique quand il s'agit d'un marchand vivant en Anatolie, le culte ne peut être conduit, ce qui dans la croyance de l'époque expose sa famille à l'ire des spectres familiaux.
La résidence familiale est donc importante pour son identité, devant en principe se transmettre de génération en génération au sein de la famille. Au quotidien il s'agit surtout d'un espace dirigé par l'épouse principale, qui peut aussi servir de lieu de travail si elle dispose d'un atelier et de magasins. Elle doit être entretenue régulièrement car elle est érigée en briques d'argile crue, peut être agrandie si la famille connait une certaine réussite matérielle. L'archéologie n'a pas identifié de résidence de la période à Assur, mais on sait par les textes qu'elles sont organisées en plusieurs pièces, autour d'une pièce principale, et d'espaces de stockage. Les maisons des marchands assyriens à Kanesh étant érigées dans un style local, on ne sait pas dans quelle mesure elles peuvent servir d'exemple pour reconstituer celles d'Assur.
Il n'y a pas de règle précise d'héritage, aussi les testaments sont courants. Le fils aîné a généralement une part plus importante que ses frères cadets, avec la maison familiale, mais les intérêts de la veuve et des filles sont également pris en compte, en sachant que la part d'héritage de ces dernières est leur dot si elles sont mariées, alors que les filles consacrées reçoivent une part d'héritage comme les frères. La dot de la mère revient à ses enfants, et dans certains cas elle peut choisir d'écrire un testament afin de diviser librement leurs possessions.

## Assur sous Samsi-Addu / Shamshi-AdadIer

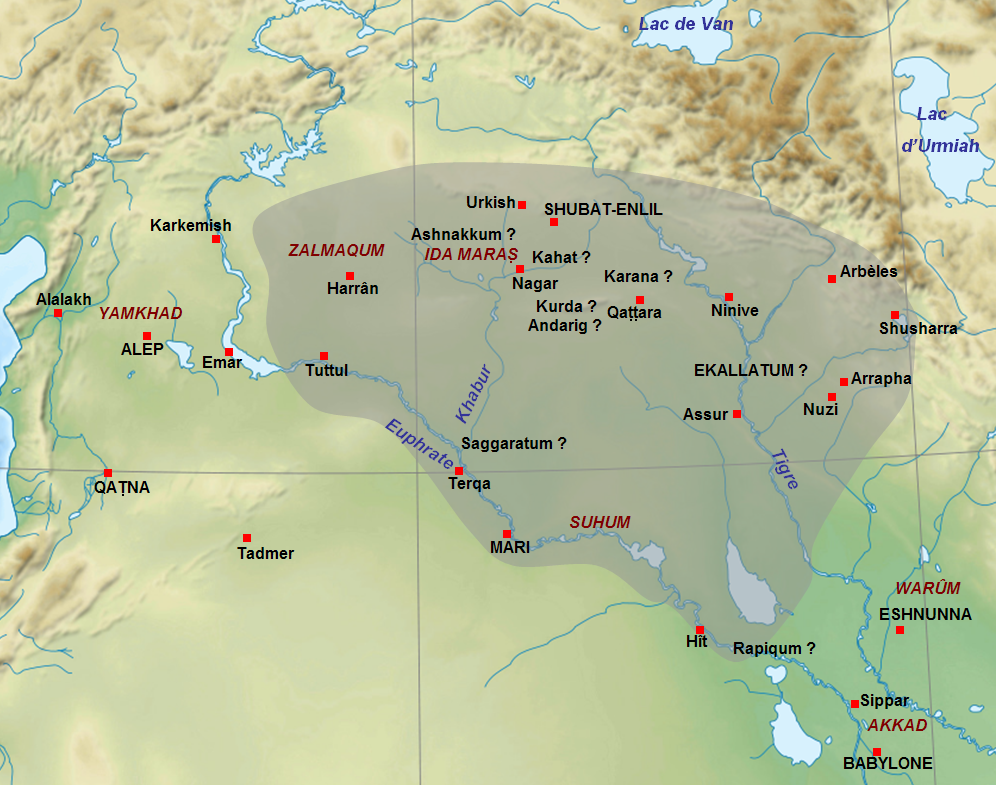
Extension approximative du royaume de Haute-Mésopotamie à la mort de Samsi-Addu.

Dans des conditions qui échappent à la documentation, Assur passe vers 1808 sous la coupe d'un souverain amorrite, Samsi-Addu, un roi dont la dynastie est probablement implantée à Ekallatum, une cité sans doute située à proximité au nord, le long du Tigre. Celui-ci conquiert ensuite la majeure partie du nord mésopotamien, formant une entité politique qu'il a été proposé de nommer royaume de Haute-Mésopotamie, essentiellement documentée par les archives de Mari qui était également passée sous sa domination.
Samsi-Addu a été intégré dans la Liste royale assyrienne, avec ses ancêtres (les « rois vivant sous la tente »), peut-être à son initiative. Il y est appelé Shamshi-Adad, lecture de son nom (qui signifie « (le dieu) Addu/Adad est mon soleil ») en akkadien. De fait il a longtemps été considéré comme un souverain assyrien dans les études historiques, même s'il est devenu évident après analyse de la documentation disponible que ce n'était pas vraiment le cas. La cité d'Assur n'a jamais été sa capitale (ce statut revient à Ekallatum puis Shubat-Enlil), mais il l'a manifestement considérée comme une cité importante sur le plan religieux : il entreprend un important programme de reconstruction dans le temple d'Assur, même si la principale inscription commémorant ce fait, retrouvée en plusieurs exemplaires dans le temple, en fait un édifice destiné au culte du grand dieu sud-mésopotamien Enlil, souvent assimilé à Assur ; peut-être qu'il faut considérer qu'il a érigé deux chapelles, une pour Assur et l'autre pour Enlil. En revanche dans d'autres inscriptions (mises au jour sur d'autres sites) et sur son sceau Samsi-Addu reprend à son compte le titre de « vicaire du dieu Assur » que portaient les rois d'Assur qu'il a supplantés. On sait aussi qu'il a participé à des cérémonies religieuses dans la ville, ce qui semble confirmer qu'il voyait cette ville comme un centre religieux de premier plan, sans qu'elle ne soit une résidence royale.
Cette période semble avoir vu les institutions d'Assur s'adapter aux nouvelles conditions politiques, désormais que l'autorité politique supérieure était située en dehors de la cité. Mais ce règne voit aussi la reprise du commerce avec l'Anatolie, pour des raisons encore indéterminées, peut-être vers le moment où Samsi-Addu a consolidé sa domination sur la région du Khabur (vers 1794), la période dite du karūm Ib de Kültepe qui a livré des archives (bien moins nombreuses que pour la période précédente) et a parfois été désignée comme une « période paléo-assyrienne tardive ».
Samsi-Addu meurt vers 1776, et son fils Ishme-Dagan lui succède à Ekallatum. Néanmoins la construction politique de son père s'effondre rapidement. Il garde cependant la main sur Assur, où il entreprend des travaux. Le commerce avec l'Anatolie se poursuit, mais décline, et des caravanes d'Assur sont également attestées dans la documentation de Mari de cette époque.

## Le commerce paléo-assyrien

### Kültepe / Kanesh et ses tablettes
Le site de Kültepe, correspondant à la cité nommée Kanesh à l'époque paléo-assyrienne, situé près de l'actuelle Kayseri, est constitué d'un tell de forme arrondie sur lequel se trouvait le palais du souverain local, au pied duquel était situé, au nord-ouest, une cité basse, le quartier où résidaient les marchands, le karūm. Quatre phases d'occupation y ont été repérées, de IV à I dans l'ordre chronologique, les plus importantes pour la documentation épigraphique étant la II, qui correspond aux années v. 1940 à 1835, l'apogée du commerce paléo-assyrien, et la phase Ib qui correspond au renouveau de ce commerce au XVIIIe siècle av. J.-C. (v. 1800-1710 ; la phase I étant divisée en deux). Les bâtiments mis au jour sont des résidences privées de marchands, le bâtiment des institutions du kārum n'ayant pas été mis au jour. Le matériel archéologique est de profil anatolien, aussi sans les tablettes la présence d'Assyriens ne serait probablement pas décelable. De fait la ville basse était peuplée de locaux anatoliens, et d'Assyriens (que les locaux désignaient par le terme « marchand », tamkārum), sans qu'une séparation ne soit décelable, et des échanges matrimoniaux entre les deux communautés se mirent rapidement en place (voir plus bas). Cet établissement n'est pas une « colonie » au sens propre, en général la terminologie en français préfère le terme « comptoir », même si le concept de « diaspora commerçante » a pu être proposé.
Les fouilles de Kültepe, clandestines à la fin du XIXe siècle, puis régulières dans les années 1920 et à partir de 1948, ont livré plus de 22 000 tablettes et fragments, soit un des plus gros corpus de textes du Proche-Orient ancien, et de loin la principale documentation sur le commerce à longue distance des hautes époques de l'Antiquité. Cette documentation comprend différents types de textes : correspondance à but professionnel, consistant en des lettres reçues depuis Assur ou des villes d'Anatolie, quelques copies de lettres envoyées depuis Kanesh, ainsi que des actes de créances, des contrats commerciaux, des décisions de justice concernant des litiges commerciaux, des documents de comptabilité. De nombreuses études ont ainsi permis la reconstitution progressive des activités de ces marchands, ce qui nous permet aujourd’hui d’en dresser un tableau très riche. Ces sources fournissent également des informations sur les royaumes anatoliens de la période .

Tablettes des archives des marchands assyriens exhumées à Kültepe
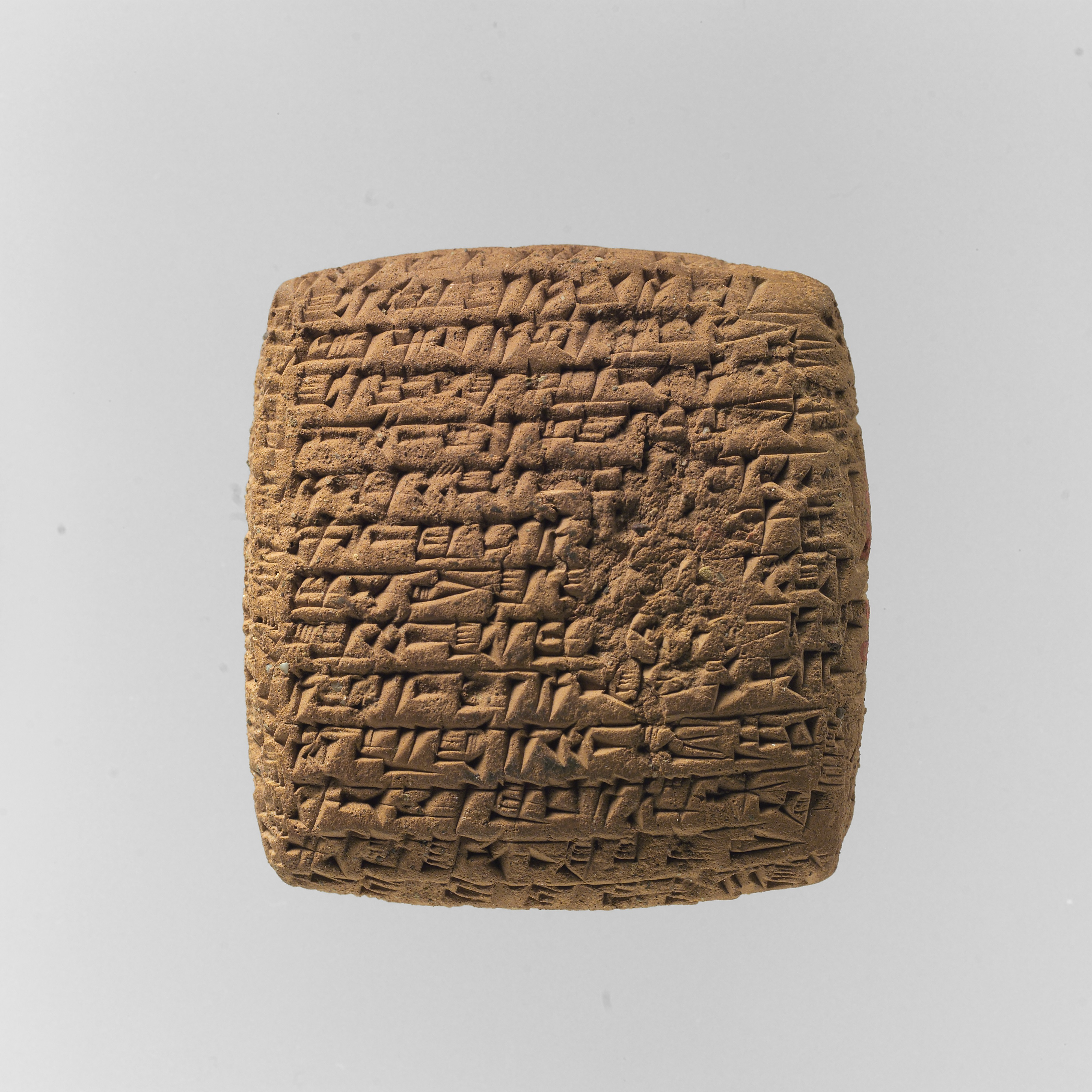
Lettre d'un marchand à un responsable de convoi.
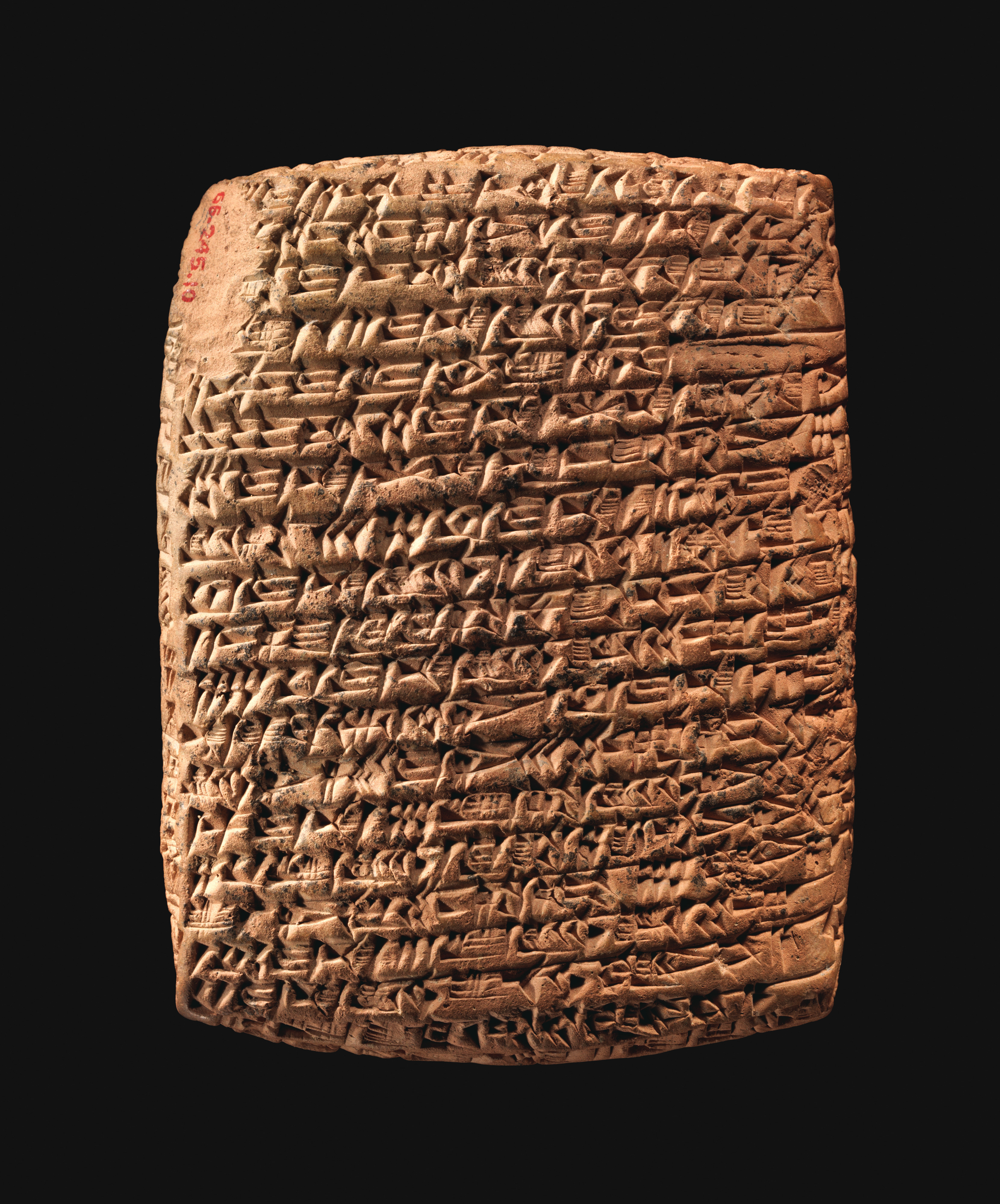
Compte des recettes et dépenses d'un convoi.
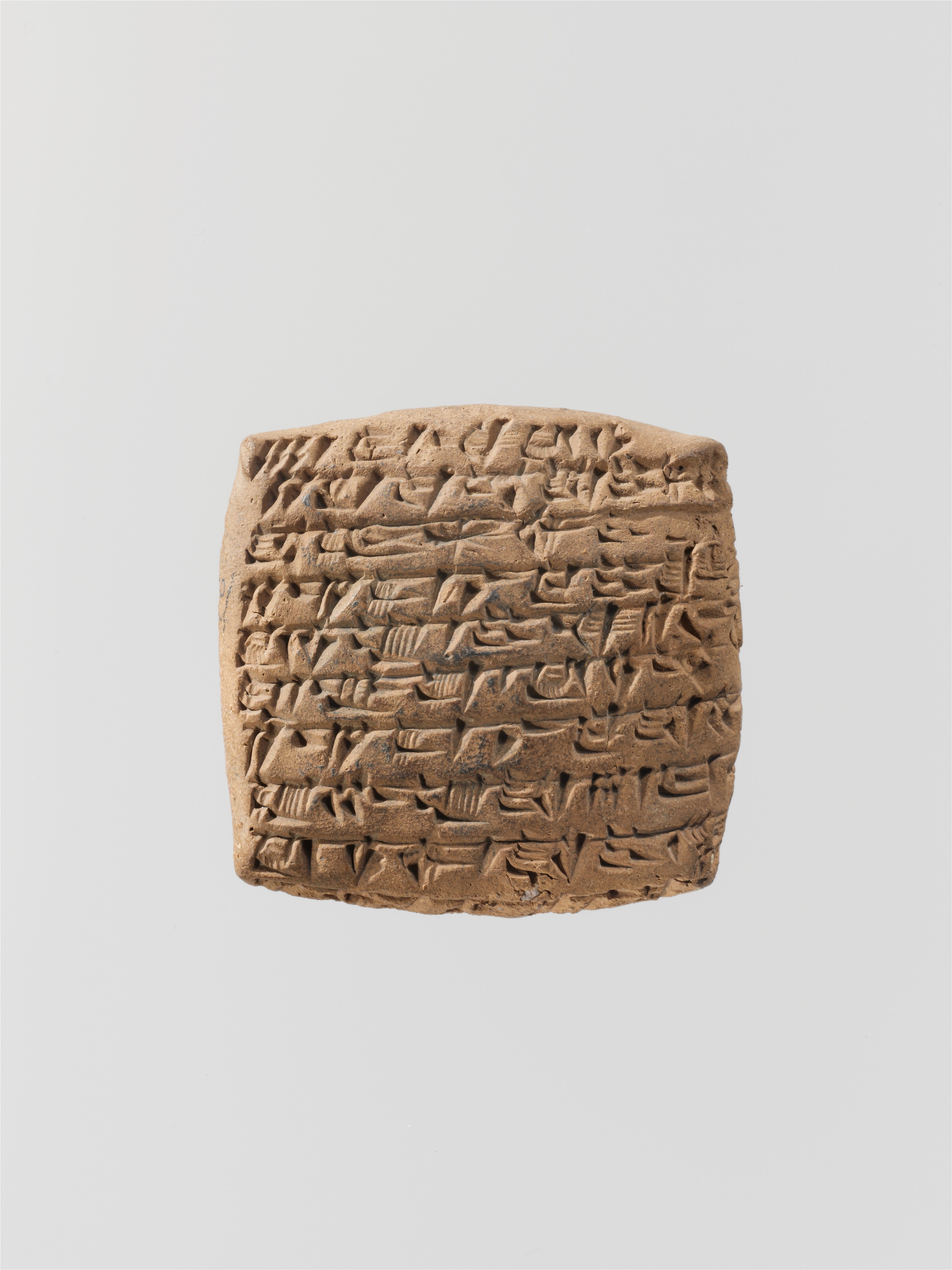
Reçu pour un prêt en argent.
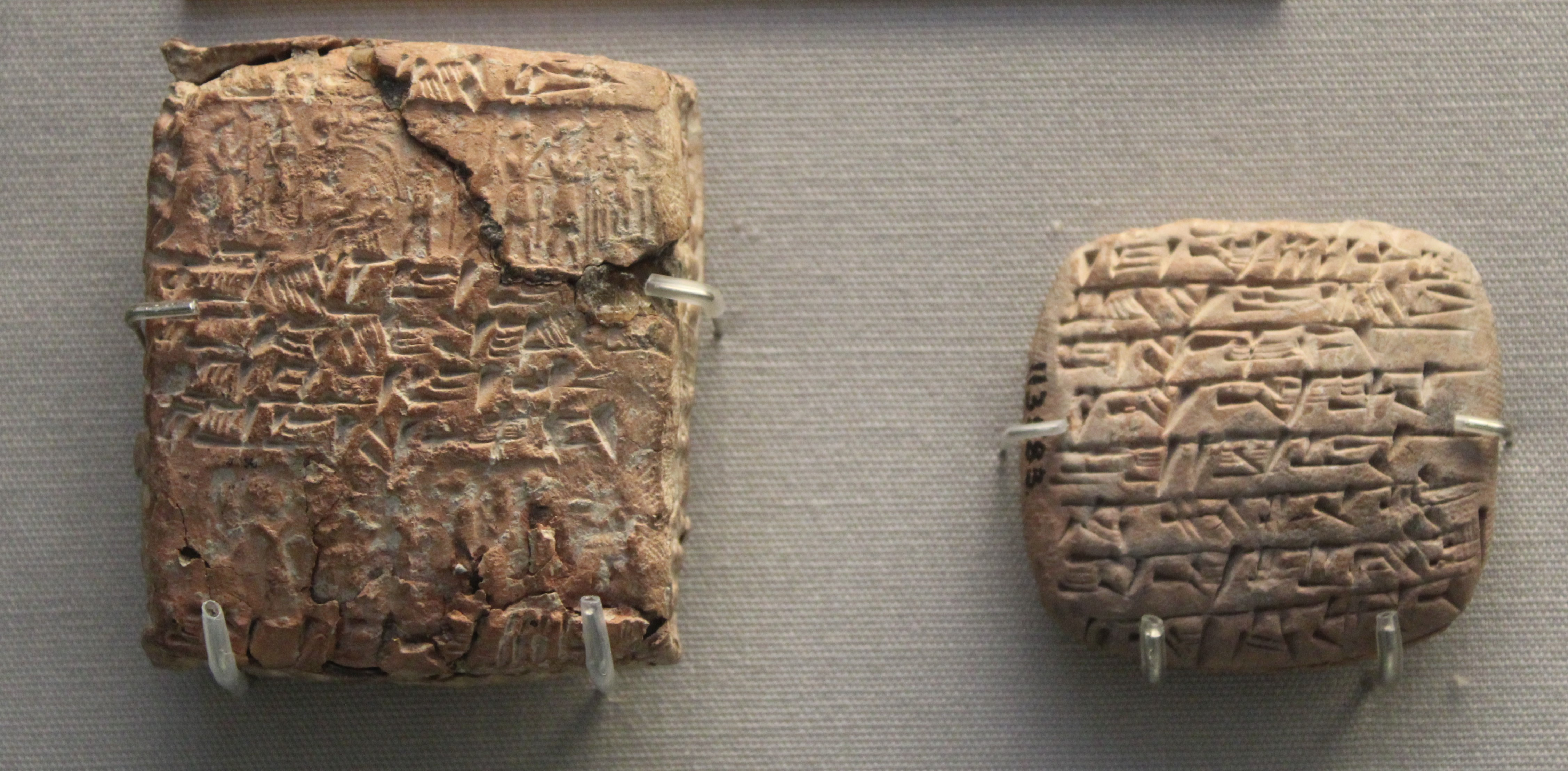
Tablette et son enveloppe avec impressions de sceaux : prêt en argent. British Museum.
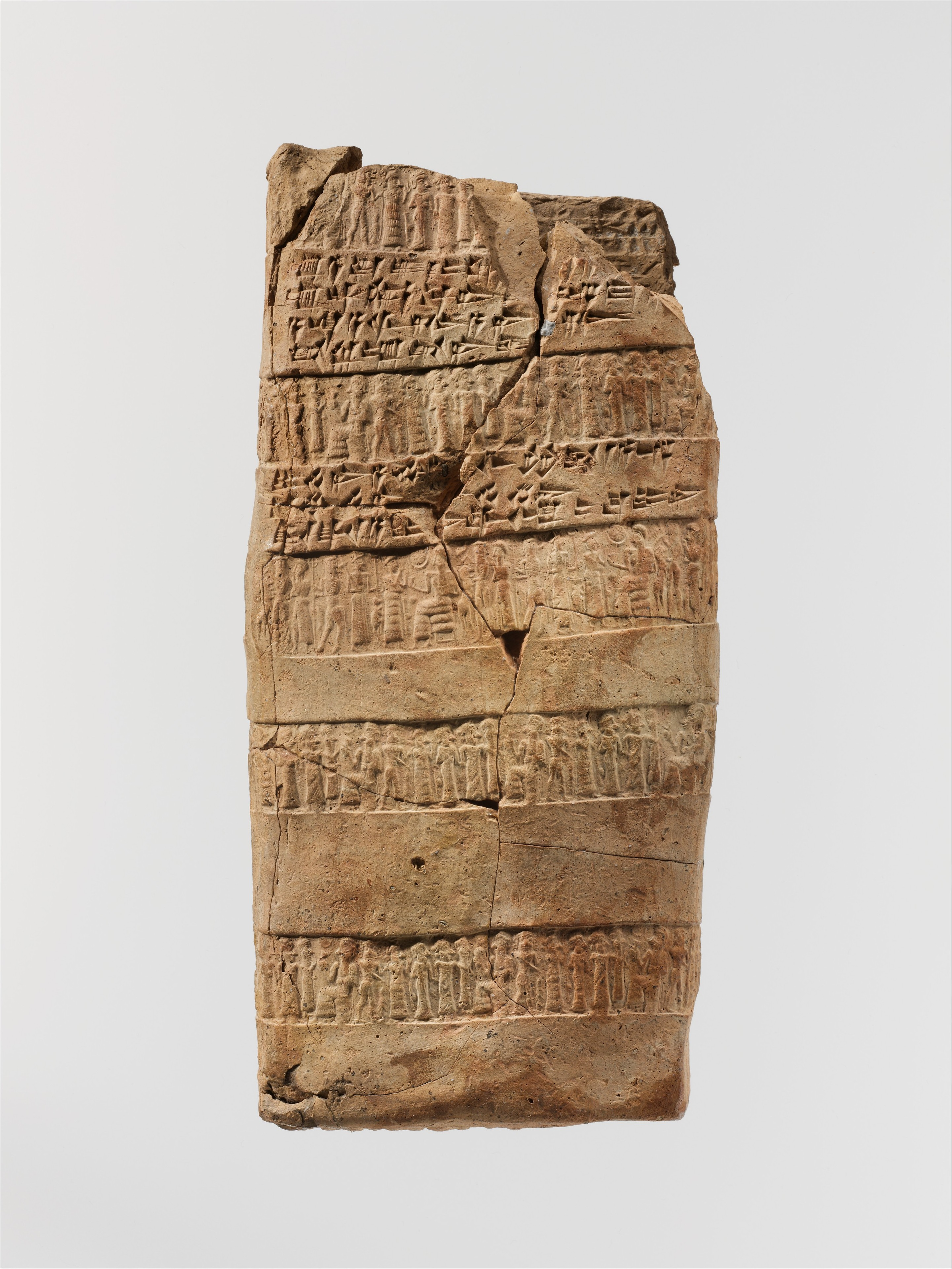
Compte-rendu de procès.

### Un réseau de comptoirs

Les localités mentionnées dans les archives de Kültepe à l'époque des comptoirs assyriens. La localisation de plusieurs sites reste incertaine.

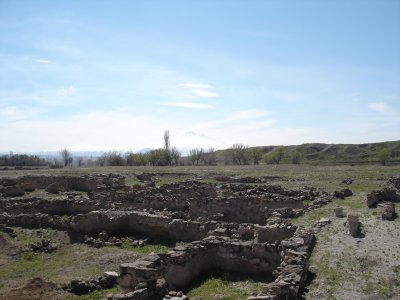
Ruines du kārum de Kültepe/Kanesh.

Le commerce assyrien reposait sur un réseau de comptoirs en Anatolie centrale, dont Kanesh était la base. On distingue dans les textes entre deux types d’établissements : kārum  (littéralement « quai », plus largement « quartier marchand ») et wabartum (« poste commercial »).
Les conditions de mise en place du commerce assyrien en Anatolie sont inconnues faute de documentation. Il semble que dans un premier temps les marchands soient restés itinérants, avant que certains ne s'installent sur place pour faciliter les affaires, durant la période qui est la plus documentée : la situation telle qu'elle est connue est donc sans doute récente, et au demeurant assez courte (d'environ 1895 à 1865, soit une génération ou deux). Il est évident que les marchands assyriens sont attirés par les métaux anatoliens, avant tout l'argent, mais ils ont manifestement fait face à des concurrents venus d'autres régions syriennes ou mésopotamiennes, actifs avant eux, qu'ils ont d'une manière ou d'une autre réussi à évincer. Parmi les hypothèses, figurent leur capacité à mettre la main sur l'approvisionnement des cités anatoliennes en étain a pu être déterminante, ou des exemptions fiscales pratiquées à Assur qui ont pu stimuler le développement des réseaux marchands de la cité. Le comptoir de Kanesh est la principale implantation et sans doute la première à être fondée. Ensuite d'autres comptoirs sont créés dans les cités situés sur les routes de Haute Mésopotamie et d'Anatolie (Eluhut, Nihria, Urshum, Zalpa du sud etc.), puis dans des villes anatoliennes du nord (Hattush, Shimala, Durhumit, Shamuha, etc.) et de l'ouest (Wahshushana et Shaladuwar) et du sud-ouest (Nenassha, Burushattum). Les postes commerciaux sont constitués dans la même période dans une quinzaine de villes (Amkuwa, Kussara, Mamma, Zalpa du nord, etc.). En tout les marchands assyriens ont été implantés dans une quarantaine de localités.
Le terme kārum renvoie autant à un quartier marchand qu'à l'institution qui le dirige. Le kārum de Kanesh, principale implantation assyrienne en Anatolie, est le plus important de tous, d’où l’abondance de la documentation qui y a été retrouvée. On y trouve l’autorité administrative supérieure du réseau de comptoirs, la « Maison du kārum » (bēt kārim), qui exerce une position dominante sur les autres comptoirs assyriens et une relative autonomie, fonctionnant comme une extension des institutions politiques assyriennes en Anatolie. Elle est tout de même placée sous l'autorité de l’administration d’Assur, en premier lieu l'« Hôtel de Ville », relayant leurs directives auprès des autres comptoirs ; les institutions assyriennes servent de recours contre ses décisions. Vis-à-vis des autorités anatoliennes, elle est autonome et négocie les accords politiques avec eux, gérant aussi des affaires commerciales importantes avec les cours. Son organe dirigeant est une assemblée composée des représentants en Anatolie des principales familles marchandes assyriennes, organisées de façon bipartite entre « petits et grands » (ṣaher rabi), ces seconds étant les principales familles. Son rôle semble principalement juridique, concernant les affaires des marchands assyriens ; l'assemblée peut pour cela convoquer des personnes amenées à témoigner et faire venir des documents écrits servant d'éléments de preuves. Le kārum gère aussi la levée de taxes sur les caravanes et leur recouvrement forcé en cas de difficultés de paiement, et également des crédits et des dépôts effectués par ses membres. L'institution est également engagée dans ses propres opérations commerciales. Pour son fonctionnement quotidien, elle dispose d'un bureau exécutif, le « groupe des dix » (ešartum). Chacune des autres implantations assyriennes en Anatolie, qu'il s'agisse d'un kārum ou d'un wabartum, dispose d'une organisation similaire, mais subordonnée aux institutions de Kanesh, qui dépêche des messagers pour communiquer avec eux et leur transmettre des directives.
Quelques autres comptoirs ont été identifiés sur des sites archéologiques, notamment grâce à des tablettes et des impressions de sceaux mises au jour à Boğazköi, l’antique Hattusa (alors appelée Hattush), où la correspondance d’un marchand assyrien a été exhumée dans la ville basse, et aussi à Alişar (Amkuwa ?), à Acemhöyük, à Karahöyük Konya (Burushattum ?), à Kayalıpınar,.
La capacité des marchands assyriens à nouer des contacts avec les rois anatoliens est un autre élément important. Ils passent des accords diplomatiques (māmītum), dont trois ont été retrouvés dans le kārum, et également avec des rois de pays se trouvant sur la route vers l’Anatolie, un exemplaire de traité ayant été retrouvé à Tell Leilan/Shekhna en Syrie du nord. Passés au nom de la cité d’Assur, ces traités concernent avant tout des litiges commerciaux, la condition juridique des résidents Assyriens dans leur ville d’accueil et les taxes à payer. Chaque État traversé prélevait en effet une taxe sur les cargaisons, en échange de la sécurité pour le commerce. L’action de l’État d’Assur dans le commerce de ses marchands est donc loin d’être négligeable, signe de l’importance de ceux-ci et de leur activité pour la cité-État. Ces accords distinguaient parmi les Assyriens présents à Kanesh entre ceux qui étaient de passage (ālikū ša ḫarrān ālim), qui constituaient les caravanes marchandes mais gardaient un contact récurrent avec Assur, et le groupe des « résidents » (wašbūtum) qui vivaient en permanence dans la ville basse, dont beaucoup firent progressivement souche en Anatolie, et étaient protégés par les clauses des accords contre la saisie de leurs résidences, car ils pouvaient être endettés envers des prêteurs Anatoliens.

### Les circuits commerciaux

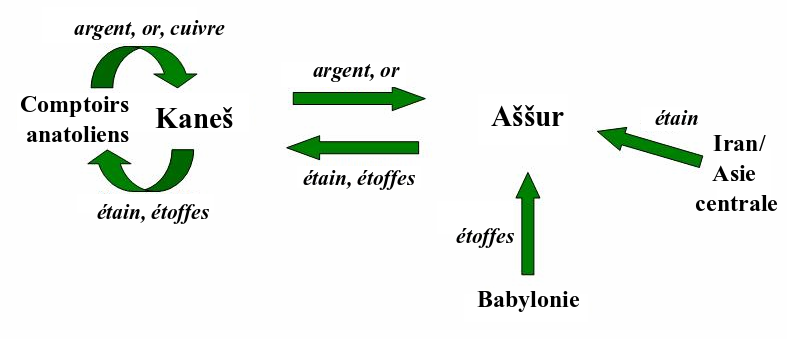
Schéma représentant les circuits du commerce entre Assur et Kanesh.

L’activité des marchands assyriens en Anatolie s’inscrit dans un réseau commercial de très grande ampleur, et qui s’effectue sur de très longues distances. Les Assyriens vendent en Anatolie de l’étain originaire du plateau iranien ou d’Asie centrale. On ignore la façon dont ils se le procurent. Cet étain sert à fondre du bronze, avec le cuivre extrait en Anatolie. Ils réalisent des profits substantiels : une même quantité d'étain vaut deux fois plus d'argent (le métal) en Anatolie qu'à Assur, ce qui permet de réaliser une vente à un prix qui est le double de celui de l'achat de départ (marge brute de 100 %). Les Assyriens importent également des étoffes, qui sont fabriquées à Assur par les épouses des marchands et leurs filles, ou bien sont produites en Mésopotamie du sud (des marchands assyriens sont attestés dans des textes contemporains de Sippar) et transitent par Assur. Les prix de vente sont là aussi très élevés, parfois les marchands peuvent faire plus que tripler leur mise (marge brute de 200 %). Le profit final se détermine en prenant aussi en compte des produits accessoires (notamment des ânes de la caravane) et surtout des dépenses annexes telles que les taxes sur les marchandises et péages et les frais de transport (équipement de la caravane, salaires et entretien du personnel, pertes liées aux risques rencontrés durant le voyage).
Le commerce assyrien repose également sur des produits allant de l’Anatolie vers Assur. L’export principal de la région est le minerai d’argent, obtenu contre de l’étain avec les profits vus plus haut. De l’or transite également dans ce sens, mais en quantité bien plus faible. Les marchands assyriens font également du commerce entre les différentes cités anatoliennes, notamment du cuivre et de la laine.
Dans ce système, Kanesh et Assur jouent un rôle de places commerciales servant à redistribuer les produits qui transitent dans leurs kārū. Ce sont les deux pivots de ce réseau assis sur plusieurs dizaines de comptoirs. Le voyage entre les deux villes est très long : environ 1 300 kilomètres, soit plus de six semaines de trajet, sur des routes coupant la vallée du Khabur, puis remontant vers l’Anti-Taurus par la vallée du Haut Euphrate, pour rejoindre finalement la Cappadoce. Les caravanes sont constituées d’ânes, capables de porter jusqu’à 90 kg de charge (3 sacs de minerai, d’environ 30 kg ; ou une trentaine de rouleaux d’étoffes). Les caravanes pouvaient comprendre jusqu’à 300 ânes en tout, mais un marchand n’avait souvent que deux à six ânes dans ce convoi. Les routes ne sont praticables qu’à la belle saison : le premier convoi part d’Assur au début du printemps, et le dernier arrive avant l’hiver. Les frais de transport sont donc très élevés et s'ajoutent aux droits payés au profit des pays traversés.
Les marchands assyriens font assurer leur sécurité par les différents royaumes qu'ils traversent, en passant des accords et en versant des taxes importantes. Les rois étrangers ont intérêt à ce que leur royaume soit traversé par une caravane assyrienne, qui leur apporte des revenus et stimule les échanges dans leur pays, et font donc en sorte de les attirer ; les accords diplomatiques leur réservent un droit de préemption sur une partie de la cargaison. Les routes sont surtout difficiles au moment du franchissement de rivières et de montagnes. Pour les premières, des ponts ou des bateaux permettent la traversée, et leur installation est une manière d'assurer le passage de caravanes et de percevoir des péages. Des postes de garde sont également installés pour assurer la sécurité, notamment en patrouillant pour repérer des brigands. Pour les étapes, des sortes de caravansérails sont installés à des intervalles réguliers. Ils proposent un hébergement et du ravitaillement. pour les hommes et les animaux,.
Ce commerce international, couvrant un espace s'étendant depuis Assur jusqu'à l'ouest anatolien, implique aux marchands séparés par de longue distances et souvent en déplacement de communiquer régulièrement, ce qui explique le volume des lettres découvertes. Certaines ont un formulaire standard de manière à faciliter leur rédaction et leur lecture. Ainsi pour un envoi d'argent à Assur sont joints un contrat de transport et une lettre d'instructions sur l'usage qui doit être fait de la somme, dont une copie est conservée par l'expéditeur. Au moment du départ d'une caravane depuis Assur, une lettre est rédigée pour détailler les marchandises et achats effectués ; il arrive qu'un double soit envoyé de manière indépendante de manière à permettre un contrôle plus efficace du contenu. Lorsque la caravane arrive à Kültepe une nouvelle missive part vers Assur pour informer sur les conditions de vente et les péages réglés. D'autres lettres sont moins formelles et concernent différents types d'informations cruciales pour le milieu marchands : elles concernent les variations de prix sur les différents marchés anatoliens, les situations politiques, l'évolution d'opérations et d'associations commerciales en cours, dont des litiges sur des affaires. Certaines semblent avoir aussi une valeur juridique, notamment quand elles sont scellées sous enveloppe. La correspondance des marchands avec les femmes de leur famille ont souvent un caractère personnel, mais elles traitent aussi d'affaires commerciales et de production d'étoffes.
Il a été tenté d'estimer le volume des biens transitant par le biais de ce réseau commercial, en extrapolant à partir des données des tablettes. Selon G. Barjamovic, sur la période allant de 1890 à 1860 qui est la mieux documentée, en partant sur une estimation basse d'une moyenne de 10 caravanes de 150 ânes par an, 15 tonnes d'étain et 32 000 pièces d'étoffes auraient pu transiter chaque année entre Assur et l'Anatolie. Des volumes importants sont également attestés sur la laine et le cuivre, qui pouvaient s'échanger par tonnes (23 tonnes de laine et 15 de cuivre dans une transaction). Cela implique de la part des marchands une grande capacité à mobiliser du capital (avec divers instruments financiers), à équiper et nourrir des dizaines d'hommes et de bêtes pour chaque caravane, et en retour à percevoir d'importants profits. Cela indique que dès l'âge du bronze existent des réseaux commerciaux complexes en mesure de transporter de grandes quantités de produits.

### Réseaux familiaux et associations commerciales
Le système commercial assyrien s’effectuait sur une base familiale, chaque famille composant une sorte de « firme » dans laquelle chaque membre a un rôle bien déterminé. Un modèle de famille de marchands d’Assur peut se résumer ainsi : le chef de famille dirige l’affaire depuis Assur, tandis que son fils aîné est à Kanesh, où il se charge des affaires de Cappadoce ; les autres frères en âge de commercer sont placés dans d’autres comptoirs, les plus jeunes suivent leur père pour apprendre les ficelles du métier de marchand ; la mère de famille, assistée des filles non mariées, tisse notamment les étoffes qui sont exportées en Anatolie, la maîtresse de maison gérant les expéditions, ce qui lui donnait potentiellement une place importante dans la gestion des affaires commerciales et des finances familiales, puisqu'elle pouvait agir comme une représentante à Assur de la firme si son mari ou ses frères étaient sur la route d'Anatolie.
Mais ce système ne suffit pas tout le temps, et il est fréquent que les marchands s’associent entre eux pour une expédition commerciale, ou bien fassent appel à de riches bailleurs de fonds (ummi'ānum) résidant à Assur, qui espèrent obtenir d'importants gains en investissant dans le commerce anatolien. Pour cela de plusieurs instruments de financement existent. D’abord le prêt commercial (à la grosse aventure), souvent pourvu par les chefs des familles les plus riches. Il existe également des contrats montant des associations commerciales. Certaines ne valent que pour un seul voyage, donc du court terme, avec répartition proportionnelle des coûts et profits, stipulée par contrat, de même que les éventuelles pertes : l'association-tappûtum associe un bailleur de fonds et un ou plusieurs marchands chargés de conduire l'expédition commerciale ; l'association-ellatum regroupe plusieurs marchands qui apportent argent et marchandises. D’autres valent pour un plus long terme, comme l’association-naruqqum, qui tire son nom du sac en cuir dans lequel les partenaires versent l’argent nécessaire à l’expédition, avant de le confier à un mandataire, qui reverse à chacun sa part du bénéfice durant plusieurs années selon des règles précises : 1/3 au mandataire, et 2/3 aux bailleurs.
C’est donc tout un ensemble complexe de personnes ayant diverses spécialisations qui se retrouve impliqué dans ce commerce. Le commerce impliquait plus largement de nombreuses professions à Assur, Kanesh et dans les comptoirs : les marchands évidemment, mais aussi des bailleurs de fonds, des employés (ṣuḫārum), des porteurs, des guides, des escortes ; des contrats étaient dressés pour engager des conducteurs d'ânes (sāridum) payés par des salaires, et des atteleurs (kaṣṣārum) payés en part de capital. Avec le temps des Anatoliens s'impliquèrent également dans les échanges et purent s'enrichir par ce biais.

### Le statut des femmes assyriennes et anatoliennes
L'étude des tablettes exhumées sur le site a permis de connaître précisément le statut et le rôle des femmes dans la société assyrienne. Parmi ces tablettes figurent des contrats commerciaux, des contrats familiaux et des correspondances privées entre les marchands installés en Anatolie et leur épouse restée à Assur. Celles-ci ont leurs propres revenus. Elles vendent les étoffes qu'elles tissent, ce qui leur donne un rôle majeur dans le commerce assyrien puisque ces produits ont une grande valeur en Anatolie. Celles qui ont le plus de marge de manœuvre sont de véritables femmes d'affaire,.
« Dis à Pushu-ken : ainsi (parle) Lamassi : 
Les lettres donnent des aperçus des conditions des épouses restées à Assur, loin de leur époux et des hommes de leur famille. Taram-Kubi, épouse du marchand Innaya installé à Kanesh, se plaint ainsi souvent du fait que son époux vit loin d'elle et lui demande de revenir. Alors qu'elle se plaint de vivre dans le dénuement et que son mari ne lui envoie pas assez d'argent, alors que lui semble lui reprocher d'être trop dépensière. Ses cinq fils ont été mis en poste dans d'autres comptoirs, mais semblent plus souvent revenir la voir, tandis que ses filles l'aident dans l'activité de tissage des étoffes dont elle gère l'envoi à Kanesh. Particulièrement dévote, elle consacre une partie de ses richesses à des offrandes. Elle écrit également à son frère Idmi-ilum, co-signant des missives avec sa belle-sœur Shimat-Assur. Taram-kubi ne revoit jamais son mari, qui meurt à Kanesh où il est assigné à résidence pour avoir fraudé les autorités anatoliennes.
Les marchands résidant une grande partie de l’année en Anatolie y prennent couramment une épouse locale, dérogation à la coutume, aussi bien assyrienne qu'anatolienne, qui est la monogamie. L'origine ethnique de ces épouses est parfois mixte : si certaines semblent être originaires de familles anatoliennes, en revanche d'autres semblent être des filles d'Assyriens et d'Anatoliennes, ce qui indique qu'un métissage s'est accompli après plusieurs générations d'existence des comptoirs commerciaux. Ces épouses « anatoliennes » ne pratiquent pas le tissage, mais elles s'occupent des affaires domestiques, et parfois commerciales. Le statut de ces secondes épouses n'est pas le même que celui de la première épouse restée à Assur. Lorsque les marchands reviennent à Assur, ils divorcent de leur seconde épouse et leur paient une indemnité et leur laissent leur résidence, même en cas de remariage de celle-ci. Ce statut est donc apparemment très avantageux pour les femmes anatoliennes.
« Ainsi (parle) Puzur-Assur : dis à Nuhshatum.

### Litiges et fraudes
Les affaires commerciales ne se passent pas toujours sans heurts, et il est courant que certaines finissent en procès, du fait du non-respect de l’accord par une partie, parfois compliqué par un décès parmi les associés. De nombreux documents rapportent de tels cas.
Certains marchands essayent également de faire de la contrebande pour payer moins de taxes : des lettres portent même les recommandations de pères à leurs fils pour que ces derniers sachent comment bien frauder. On pouvait dissimuler des objets dans la cargaison, s’appuyer sur des complicités d’autochtones. Une autre solution était de contourner les routes traditionnelles, en passant par des chemins moins praticables et moins pratiqués, ce qui donne un trajet plus long et plus risqué car moins bien protégé que la voie classique. Mais le jeu en valait apparemment la chandelle puisque certains s’y risquaient,,.
« Dias à Mannum-ki-Assur : ainsi (parle) Shumi-abiya : 

## Aspects culturels

### Écriture, archives et «alphabétisation»
Les milliers de tablettes paléo-assyriennes mises au jour essentiellement à Kültepe sont une documentation pratique tenue au quotidien, concernant avant tout les activités marchandes et d'autres sujets familiaux ou quotidiens. Quelques textes diplomatiques ont été trouvés, ainsi que des textes scolaires et des incantations. Les inscriptions royales mises au jour à Assur commémorent essentiellement des actes pieux : constructions et offrandes faites aux divinités.
Les tablettes sont issues de fonds d'archives des familles marchandes, qui comprennent parfois des centaines de documents, préservés sur le court ou le long terme suivant le sujet. Elles y sont entreposées dans des étagères, ou bien des coffres en bois et jarres en terre cuite. Les auteurs des documents sont souvent authentifiés par l'impression de leur sceau-cylindre personnel, qui fait office de signature, notamment pour les textes juridiques. On suppose que les lettres sont généralement écrites par les marchands qui s'y expriment, qui ne recourent pas pour cela aux services de scribes professionnels.
Ils emploient pour cela un répertoire limité de signes cunéiformes par rapport à ce qui s'observe ailleurs, entre 150 et 200, essentiellement des signes phonétiques (syllabiques) et peu de signes idéographiques. Cette approche « simple » de l'écriture cunéiforme le rend aisé à lire et permet d'élargir sa connaissance à un groupe plus large que de coutume en Mésopotamie antique (quoi que le « taux d'alphabétisation » dans cette civilisation soit sans doute sous-estimé),. Certains marchands moins à l'aise avec l'écriture écrivent dans un langage très fautif, avec des signes peu élégants, d'autres témoignent d'une maîtrise plus assurée, et se décèle aussi l'inégale capacité des uns et des autres à modeler des tablettes aux formes bien exécutées.

### Religion
La documentation paléo-assyrienne fournit des informations éparses sur les croyances et pratiques religieuses.

Plan du temple d'Assur sous le règne de Shamshi-Adad Ier (début).

Assur est le dieu principal, véritable seigneur du pays, on prête serment en son nom devant ses armes divines, entreposées dans son temple, dans l'enceinte sacrée (ḫamrum). Un grand intendant (sangûm) se trouve à la tête de l'administration de l'institution. Comme vu plus haut des femmes lui sont consacrées (gubabtum, aussi qadištum), mais on ne sait pas quel rôle religieux elles ont, car elles ne semblent pas faire partie du personnel du temple. Le temple principal d'Assur est situé au sommet de l'éperon rocheux de la ville. Les inscriptions de fondation les plus anciennes qui y ont été mises au jour indiquent qu'il a été construit dans la seconde moitié du XXe siècle av. J.-C., sous le règne d'Erishum Ier, qui y précise que son nom cérémoniel est « Taureau sauvage » (akkadien rimum) ; mais il est sans doute plus ancien, une inscription plus tardive l'attribuant à un règne plus ancien (et obscur dans notre documentation), celui d'Ushpia. L'édifice est reconstruit vers 1800 par Samsi-Addu, qui dans ses inscriptions le considère comme un temple d'Enlil et lui donne le nom cérémoniel de « Maison-taureau sauvage des pays » (sumérien é-am-kurkurra). Les archéologues n'ont pas réussi à y repérer un stade antérieur à cette période et attribuent généralement le premier niveau identifié à Samsi-Addu. Ce temple est un édifice d'environ 110 × 54 mètres, d'orientation sud-ouest/nord-ouest. Il est constitué d'une première unité au sud-ouest, qui est bâtie autour d'une petite cour. Au centre se trouve un autre groupe de pièces organisées autour d'une cour plus vaste (37 × 31 mètres) donnant sur son côté nord-est sur une porte conduisant à la cella transversale qui abrite la statue de culte du dieu. Sur le côté sud-est du temple se trouve une cour de forme trapézoïdale protégée par une enceinte (environ 70 mètres et 170 mètres pour ses côtés les plus longs). À l'ouest, une ziggurat de base carrée d'environ 60 mètres de côté a été construite également sous le règne de Samsi-Addu. Une inscription commémorative d'Erishum évoque une porte appelée mušlālum, également connue par des inscriptions postérieures, dont la localisation précise est incertaine mais qui est généralement rattachée au secteur du temple du dieu Assur ; la même inscription indique qu'elle est la résidence d'un groupe de sept divinités garantes de la justice, ce qui semble en faire un lieu d'exercice de la justice.
La déesse Ishtar est vénérée à Assur sous plusieurs formes, telle Ishtar des étoiles, et des serments sont également prêtés par les femmes en son nom. Parmi les autres divinités importants, elles aussi régulièrement invoquées comme garants de contrats, se trouvent d'autres figures majeures des panthéons mésopotamiens : Adad le dieu de l'Orage, le dieu guerrier Ishkhara, le dieu-lune Sîn, le dieu-soleil Shamash, Nisaba, Ninkarrak, Amurrum, etc. Pour certaines personnes, ces dieux peuvent également être une divinité personnelle ou familiale avec laquelle s'est noué un lien plus étroit. Sinon comme ailleurs les dévots font des offrandes aux dieux, entreposées dans les trésors de leur temple ; dans le cas du dieu Assur les biens du dieu sont placés sous le contrôle de l'Hôtel de Ville et peut-être entreposés dans ses bâtiments, et il dispose d'une sorte de chapelle à Kanesh, dans le bâtiment du kārum, où sont prêtés les serments passés en invoquant son nom, et de lieux de culte similaires dans les autres comptoirs, avec des emblèmes divins. Le personnel des temples est souvent impliqué dans des opérations commerciales. Des lettres attestent par ailleurs de la présence de spécialistes de la divination, féminines, à savoir des interprètes des rêves (šā’iltum), des entrailles des animaux (bārītum), et des esprits des défunts.
« Dis à Imdilum : ainsi (parlent) Taram-kubi et Shimat-Assur : 
Quelques textes d'incantation ont également été mis au jour à Kültepe ; un d'entre eux est destiné à protéger des personnes ayant été éloignées de la caravane et égarées à éloigner la menace que font peser sur eux un chien noir, ou un démon appelé « Chien noir », un autre sert à repousser la redoutable démone Lamashtum.

### Art
En dehors d'une statue attribuée à Erishum et présentant des traits semblables à ceux de la statuaire néo-sumérienne (période des statues de Gudea de Lagash), de quelques autres statues fragmentaires et des objets mis au jour dans les tombes de riches marchands à Assur, l'art de l'époque paléo-assyrienne est essentiellement connu par les impressions de sceaux-cylindres laissées sur les tablettes des marchands de Kanesh.
Parmi le vaste corpus d'empreintes de sceaux-cylindres se trouvent notamment cinq sceaux de rois. Celui de Silulu représente un souverain triomphant dans la tradition des rois d'Akkad, d'Ur III et de la période d'Isin-Larsa. Les autres sceaux royaux sont des scènes de présentation courantes en Mésopotamie à cette période, montrant une déesse conduisant un fidèle en prière auprès d'une divinité assise sur un trône, la particularité ici étant la présence d'une autre divinité intercesseur derrière la figure principale, ce qui est inhabituel dans ce type de scène. Les autres sceaux provenant des tablettes de Kanesh (près de 300) ont pu être groupés par Lassen en deux grandes catégories : 
- Un style « OA 1 » (Old Assyrian 1) caractérisé par des figures allongées, des scènes de présentation royales (le personnage royal trônant étant alors sans doute le dieu Assur), avec pour particularité le fait que la déesse intercesseur ne prend pas l'orant par la main. Parmi les motifs accompagnant ces scènes, l'autel en forme de taureau revient souvent, et semble une caractéristique de ce style ; par la suite l'autel en forme de taureau devient souvent le motif principal, objet de dévotion, parfois sous une variante en forme de montagne à quatre jambes surmontée de cornes de taureau ; dans un cas il s'agit d'un sceau attribué par son inscription au dieu Assur, ce qui implique que l'autel représente cette divinité. Ces sceaux sont pour plus de la moitié inscrits, et appartiennent pour la plupart à des hommes assyriens ; ils sont souvent datables de la première période du kārum et ont sans doute été gravés à Assur, ou dans un style assyrien.
- Un style « OA 2 », gravé sur des sceaux de petite taille, avec des représentations aux formes plus stylisées et anguleuses. Le sujet comprend là aussi souvent des scènes de présentation, mais accompagnées d'une seconde scène avec des animaux, humains ou divinités, et la présence de scènes de combats ou de culte, des véhicules à roues. L'influence anatolienne est plus forte ici que dans l'autre style (oiseaux, rondes d'animaux). Certains de ces sceaux sont très semblables, ce qui semble indiquer une production « en masse ». Ils sont rarement inscrits, et quand il est possible d'identifier leur propriétaire il s'agit d'hommes assyriens mais aussi d'Anatoliens. Il s'agirait plutôt d'une production anatolienne[91].

Sceaux-cylindres et impression de sceaux-cylindres paléo-assyriens. British Museum.
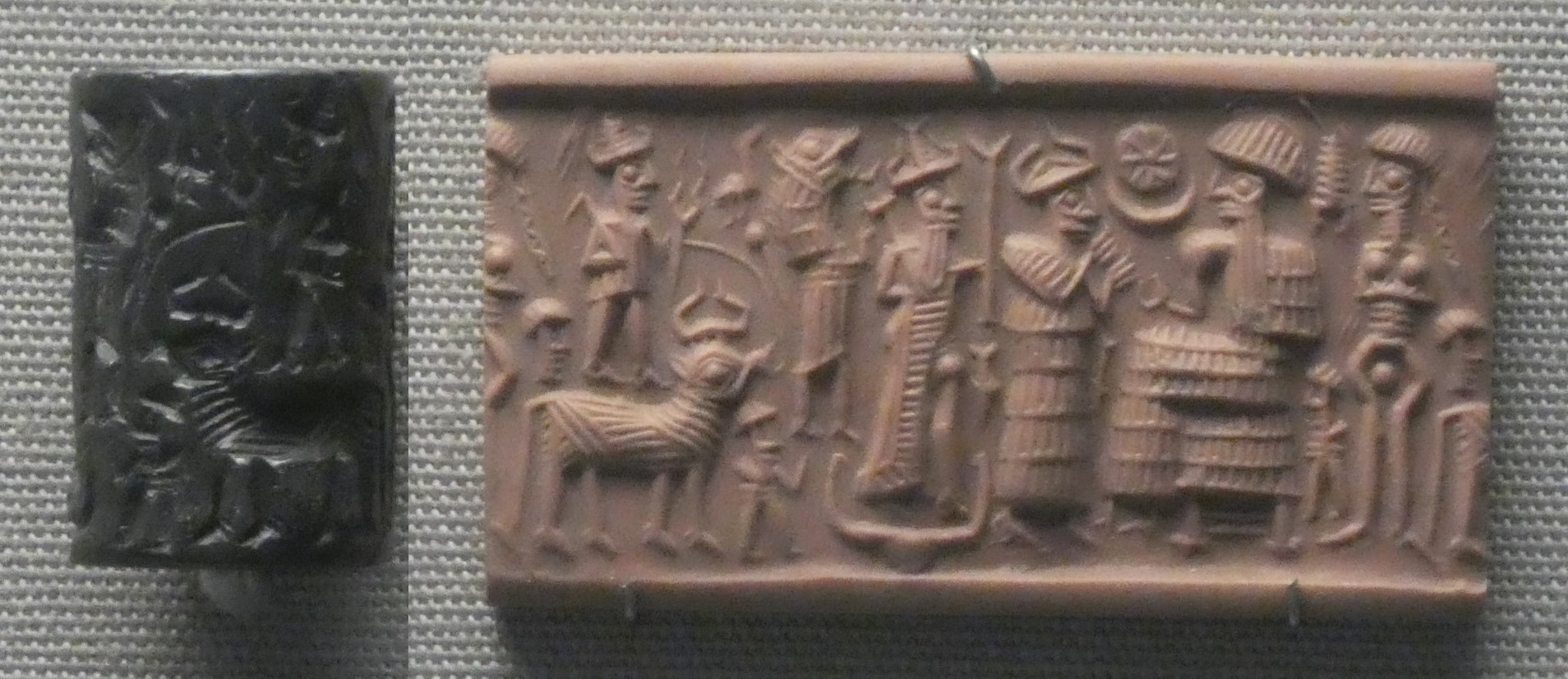
Divinités approchant un personnage sur un trône, sans doute le roi. On y repère notamment Adad, le dieu de l'Orage, sur un taureau, et Sîn, le dieu-lune, sur sa barque.
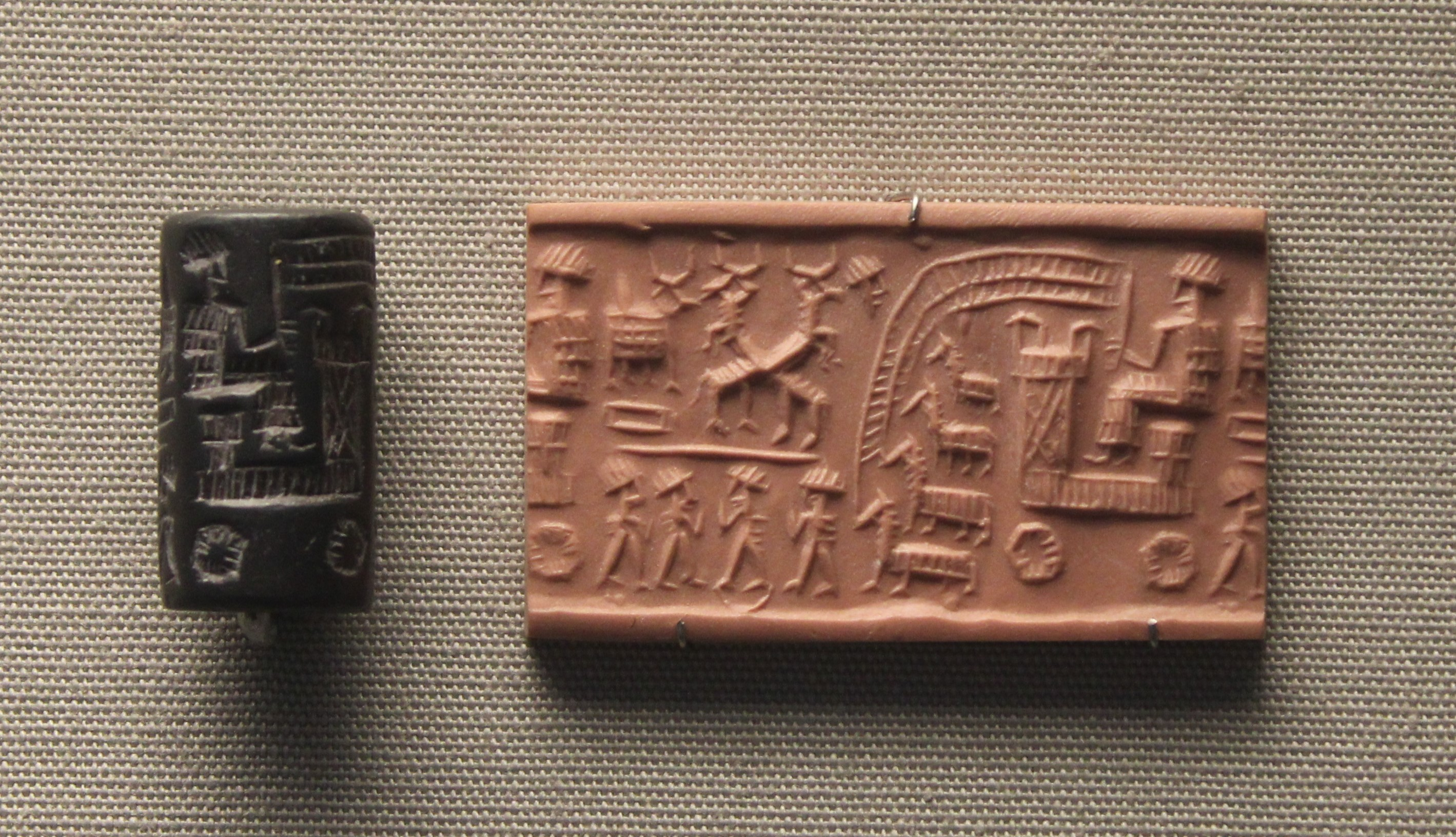
Personnage sur un chariot à quatre roues, tiré par quatre équidés (des ânes ?). Sur la partie gauche, plusieurs personnages et un autel à tête de taureau.
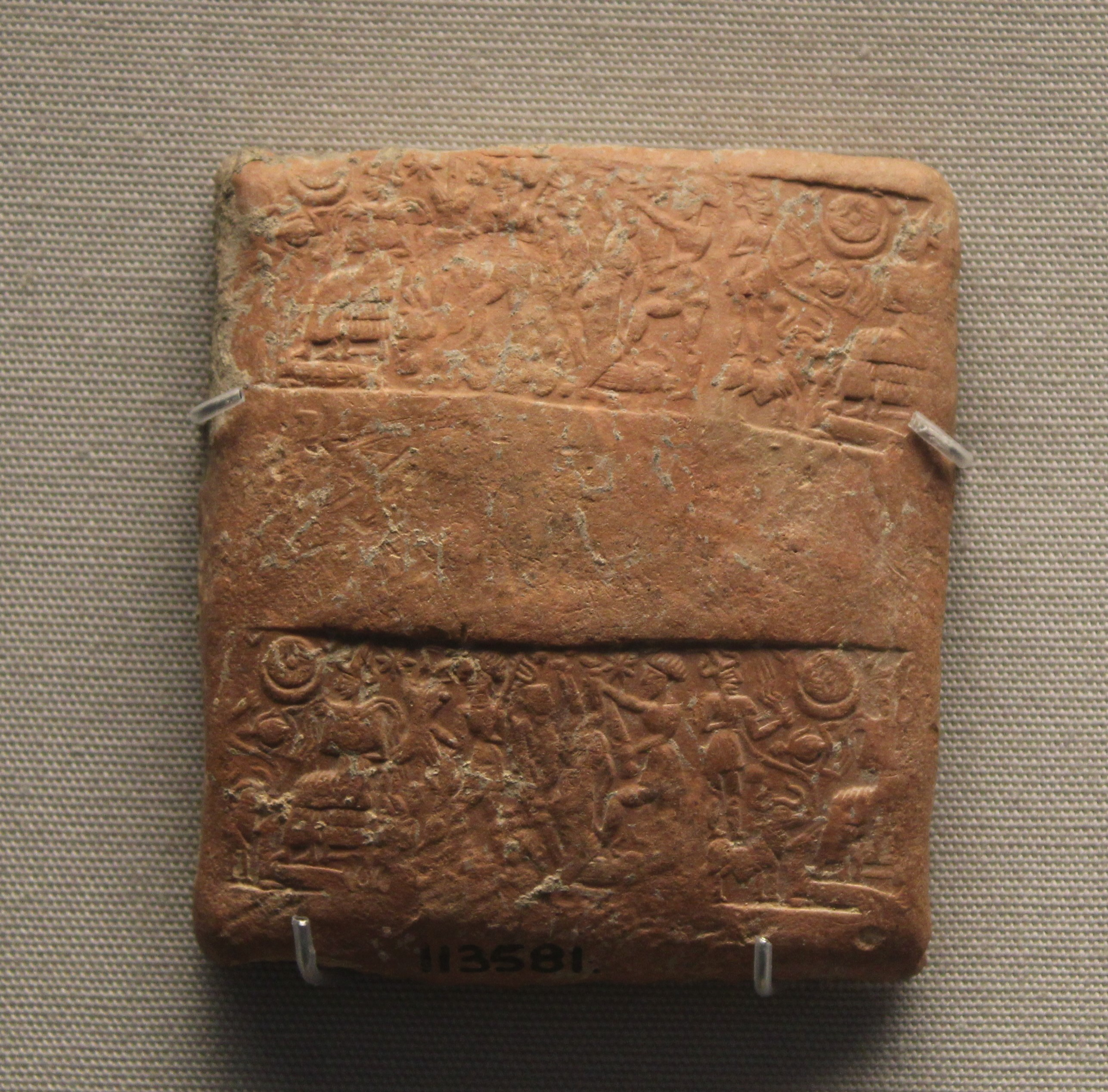
Enveloppe de tablette avec impression de sceau-cylindre (répétée deux fois sur la face), avec des héros combattant, le dieu de l'Orage, et une divinité aux eaux jaillissantes.

Parmi les sépultures de l'époque mises au jour à Assur, la « tombe no 20 », située à l'est du secteur du temple double d'Anu et d'Adad, est la plus remarquable. Elle se présente sous l'aspect d'une fosse simple, rectangulaire, d'environ 1,9 × 1,3 mètre. Les restes humains étaient dans un état de dégradation avancé au moment de l'exhumation de la sépulture, mais le matériel funéraire est très riche. Il comprend de la vaisselle en céramique et en cuivre et bronze, des armes (dague, pointe de lance), et surtout des bijoux et parures : quatre diadèmes en or, des boucles d'oreille en or, des anneaux en or et divers autres ornements en or et en pierres semi-précieuses tels que des colliers, de petites figurines animales en plomb et bronze, des sceaux-cylindres, etc. Certains objets témoignent par leur aspect de contacts avec le monde anatolien.

Objets issus de la tombe no 20. Pergamon Museum.
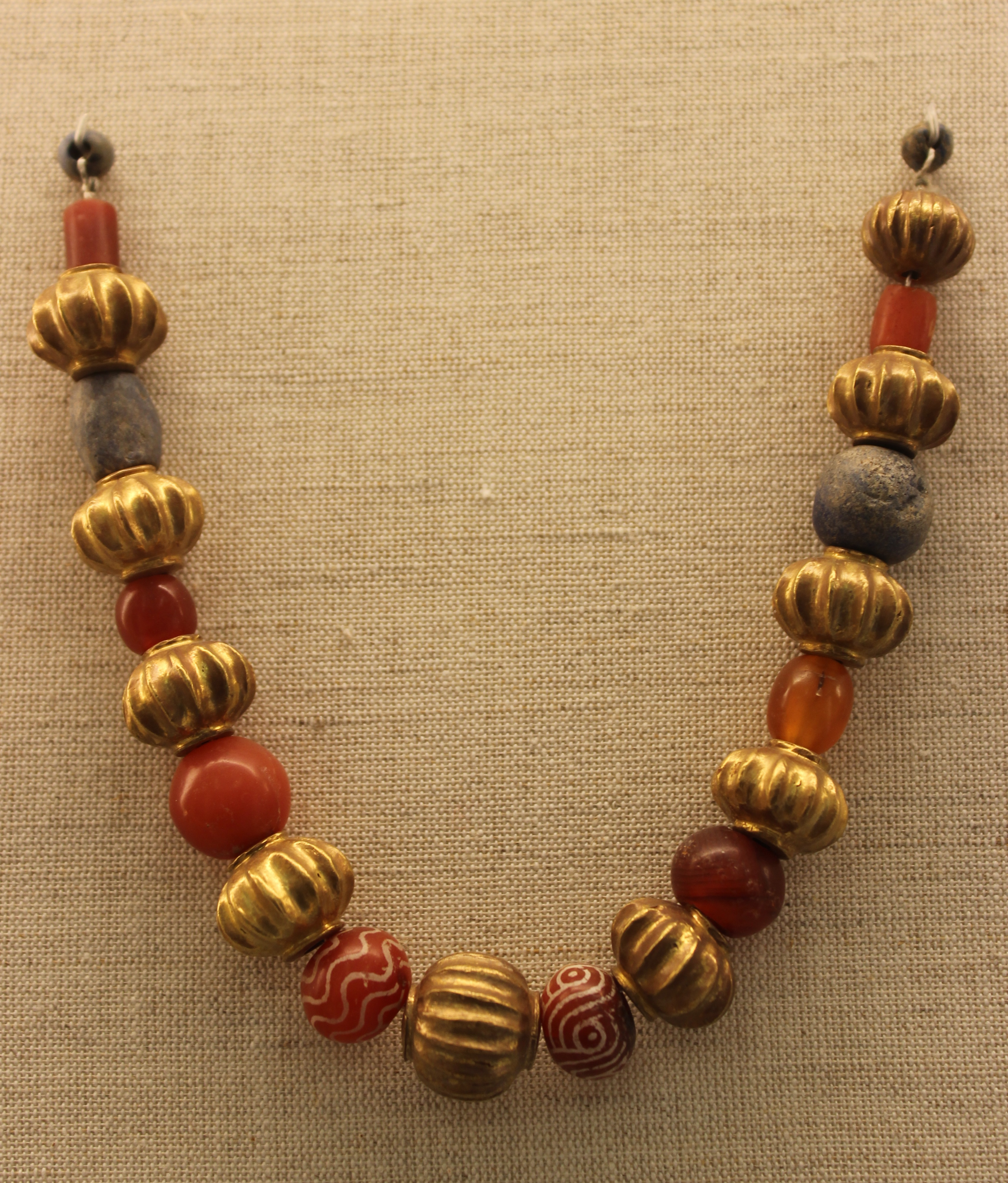
Collier en or et pierres semi-précieuses (cornaline, lapis-lazuli, agate, cristal de roche) provenant de la tombe no 20.
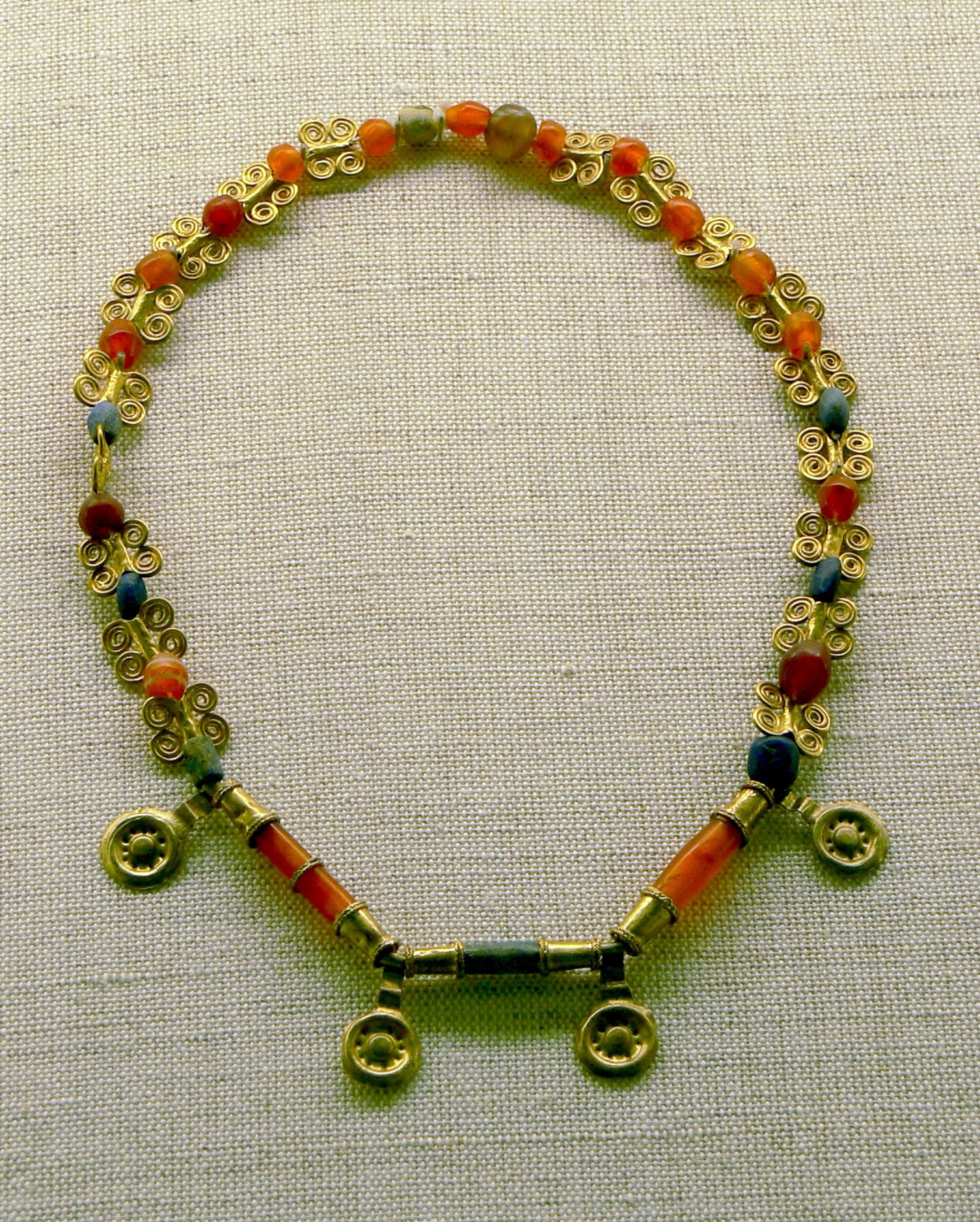
Collier en or et pierres semi-précieuses (cornaline, lapis-lazuli, agate) provenant de la tombe no 20.
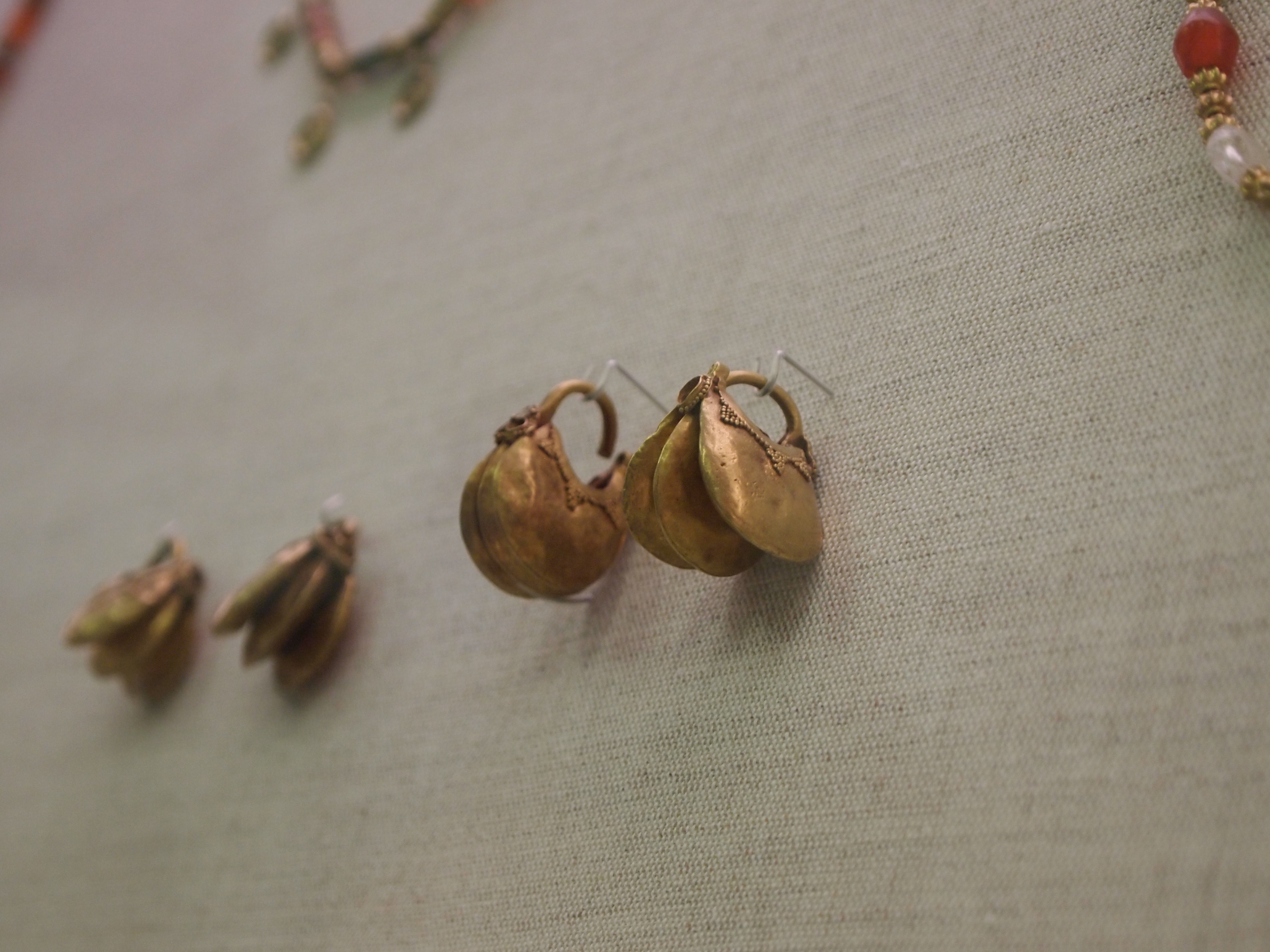
Boucles d'oreille en or de la tombe no 20.

## La fin de la période paléo-assyrienne
Ishme-Dagan d'Ekallatum est soumis vers 1761 par Hammurabi de Babylone, qui inclut alors Assur parmi les territoires placés sous sa coupe. Elle est mentionnée dans son célèbre Code. Si l'autorité babylonienne ne survit pas au règne de Samsu-iluna, fils de Hammurabi, l'influence des rois d'Ekallatum sur Assur semble durer quelque temps, mais les différentes sources sont contradictoires sur ce point : selon la Liste royale assyrienne, Ishme-Dagan aurait régné une quarantaine d'années avant que ne lui succède un certain Assur-dugul, un « fils de personne », c'est-à-dire un usurpateur d'extraction assyrienne, puis six rois se succédant jusqu'à Adasi ; mais une liste royale alternative, mise au jour en un exemplaire, donne des successeurs à Ishme-Dagan, son fils Mut-Ashkur (connu par les textes de Mari) et un certain Rimush ; et une inscription d'un certain Puzur-Sîn, non attesté dans les listes royales, le présente comme la personne ayant renversé un certain Asinum, un descendant de Samsi-Addu, et ainsi rendu à la cité son indépendance. Quoi qu'il en soit, cela donne l'image d'une période de grande instabilité politique à Assur à la fin du XVIIIe siècle av. J.-C. et au début du XVIIe siècle av. J.-C..
Le commerce avec l'Anatolie est encore actif dans les années 1740-1730, quand un traité est conclu entre les marchands d'Assur et le royaume de Shekhna situé sur la route vers l'Anatolie ; c'est également de cette période que datent les documents attestant de l'activité d'un marchand d'Assur à Sippar, en Babylonie. Sur la foi d'une chronique d'éponymes mise au jour dernièrement, il semblerait que la documentation marchande de Kültepe s'achève vers 1710 tandis que le dernier niveau du karūm s'achève autour de 1700, lors d'une nouvelle destruction de la ville dans un conflit entre royaumes anatoliens, alors que la cité d'Assur semble plongée dans des temps troubles. En l'état actuel des connaissances il est impossible de déterminer exactement quand et pourquoi le commerce avec l'Anatolie s'est définitivement arrêté, et dans quelle mesure cet arrêt a participé au (supposé) déclin d'Assur à cette période. En tout cas des activités de marchands assyriens sur les routes commerciales de Haute-Mésopotamie et d'Anatolie du sud-est sont attestées dans la seconde moitié du XVIIe siècle av. J.-C. Une lettre envoyée par un roi d'Assur inconnu par ailleurs, Pilah-Dagan, au roi Tunip-Teshub de Tigunanum, régnant autour de 1630 av. J.-C., concerne des affaires commerciales et indique qu'il y a encore des marchands assyriens actifs dans la région. Un autre document de la même période rapporte des activités d'un marchand assyrien dénommé Assur-rabi dans le pays de Hahhum, qui était une étape sur la route des marchands de Kanesh.

## Les temps obscurs
S'ouvre alors une période d'« âge obscur » de l'histoire mésopotamienne, sans puissance politique hégémonique après le reflux de Babylone, peu documentée, au point que sa durée est débattue et sa chronologie très approximative. Pour ce qui concerne la chronologie d'Assur, ce n'est plus vraiment la période paléo-assyrienne, et pas encore la période médio-assyrienne, mais une phase de transition qui s'étend en gros de 1700 à 1400.
Les listes royales donnent des successions divergentes jusqu'à un certain Kidin-Ninua, dont le nom renvoie à la ville de Ninive, sans qu'on ne sache si cela indique qu'il ait constitué une entité politique liant cette cité à Assur. On voit aussi que les noms des rois d'Ekallatum (Shamshi-Adad et Ishme-Dagan) sont repris par des rois assyriens, ce qui indique leur prestige et leur intégration dans les traditions royales d'Assur.
Ce n'est que pour la seconde moitié du XVIe siècle av. J.-C. que des inscriptions royales documentent à nouveau l'activité de construction à Assur, avec la restauration des vieux édifices (temples, murailles), indiquant un premier retour de prospérité (si on considère l'absence de documentation antérieure comme un indicateur de déclin). Puzur-Assur III, qui règne vers le début du XVe siècle av. J.-C., en plus d'avoir restauré le temple d'Ishtar et des murailles de la ville basse, est mentionné dans une chronique historique postérieure, l’Histoire synchronique, comme ayant conclu un accord diplomatique avec le roi de Babylone, Burna-Buriash Ier, fixant les frontières entre les deux royaumes, ce qui indiquerait que son royaume s'étend alors jusqu'à la région moyenne du Tigre. Vers le milieu du XVe siècle av. J.-C., une inscription égyptienne du règne de Thoutmosis III dit que celui-ci reçoit un tribut d'Assur. Cela indiquerait donc un processus de constitution d’État territorial à partir d'Assur, ainsi qu'une activité diplomatique d'envergure, ce qui témoignerait d'une prise de puissance.
En revanche il reste difficile d'articuler cette évolution avec le phénomène politique le plus marquant de la Haute Mésopotamie de cette même période, certes mal documenté dans les détails, celui de la constitution de l'hégémonie du royaume du Mittani, fondé par des rois hourrites à partir de la région du Khabur. Un traité conclu par un roi du Mittani avec un roi hittite au XIVe siècle évoque la prise d'Assur par le roi Shaushtatar du Mittani, dont on situe le règne vers 1440-1430. On sait aussi par les archives de Nuzi qu'à cette période le Mittani a étendu sa domination sur le royaume d'Arrapha, situé bien à l'est d'Assur. Cela a souvent été pris comme des indices d'une domination du Mittani sur Assur, mais il n'y a aucune source décisive à ce sujet. Quoi qu'il en soit ce n'est qu'après le déclin du royaume hourrite qu'Assur constitue un royaume de premier ordre sur le plan politique, au début de la période médio-assyrienne.

### Généralités sur la Mésopotamie
- Francis Joannès (dir.), Dictionnaire de la civilisation mésopotamienne, Paris, Robert Laffont, coll. « Bouquins », 2001
- Bertrand Lafont, Aline Tenu, Philippe Clancier et Francis Joannès, Mésopotamie : De Gilgamesh à Artaban (3300-120 av. J.-C.), Paris, Belin, coll. « Mondes anciens », 2017

### Assyrie
- (en) A. Kirk Grayson, The Royal inscriptions of Mesopotamia. Assyrian periods Vol. 1 : Assyrian Rulers of the Third and Second Millennium B.C. (To 1115 B.C.), Toronto, Buffalo et Londres, University of Toronto Press, 1987
- (en) Eckart Frahm (dir.), A Companion to Assyria, Malden, Wiley-Blackwell, 2017
- (en) Prudence O. Harper, Evelyn Klengel-Brandt, Joan Aruz et Kim Benzel, Assyrian Origins : Discoveries at Ashur on the Tigris, New York, The Metropolitan Museum of Art, 1995 (lire en ligne)

### Période paléo-assyrienne
- Cécile Michel, Correspondance des marchands de Kaniš au début du IIe millénaire avant J.-C., Paris, Le Cerf, coll. « Littératures anciennes du Proche-Orient », 2001
- (en) Cécile Michel, « Economy, Society, and Daily Life in the Old Assyrian Period », dans Eckart Frahm (dir.), A Companion to Assyria, Malden, Wiley-Blackwell, 2017, p. 80-107
- (en) Klaas R. Veenhof, « Old Assyrian Period », dans Raymond Westbrook (dir.), A History of Ancient Near Eastern Law, Brill, coll. « Handbuch der Orientalistik », 2003, p. 431-483
- (en) Klaas R. Veenhof, « The Old Assyrian Period », dans Klaas R. Veenhof et Jesper Eidem, Mesopotamia, The Old Assyrian Period, Fribourg et Göttingen, Universitätsverlag Freiburg Schweiz et Vandenhoeck & Ruprecht, coll. « Orbis Biblicus et Orientalis » (no 160/5), 2008, p. 13-264
- (en) Klaas R. Veenhof, « The Old Assyrian Period (20th–18th Century BCE) », dans Eckart Frahm (dir.), A Companion to Assyria, Malden, Wiley-Blackwell, 2017, p. 57-79